# Stephen Graham (actor)
Stephen Graham (Kirkby, Merseyside, 3 d'agost de 1973) és un actor anglès. Ell és més conegut pels seus papers com Tommy a la pel·lícula Snatch. (2000), combinat en This Is England (2006) i la seva seqüela de quatre parts de televisió This Is England '86, Danny Ferguson en l'ocupació, Billy Bremner, a The Damned United i el famós lladre de bancs Baby Face Nelson a Public Enemies (2009).
Graham va néixer a Kirkby, Merseyside. Va deixar el seu país natal, Liverpool ("Scouse") per donar-li un toc d'accent cockney londinenc en l'arrencada de cinema Guy Ritchie. També va haver de canviar la seva veu a un accent de Chicago quan es juga Baby Face Nelson a Public Enemies.Després de Snatch, el treball de més alt perfil de Graham als EUA es va produir en la minisèrie d'HBO Band of Brothers i en Martin Scorsese, Gangs of New York. Ell també apareix en el vídeo musical per al nombre dels Arctic Monkeys "When the Sun Goes Down" i el curtmetratge basat en la cançó, Scummy Man.
La seva actuació en la pel·lícula de Shane Meadows This Is England va ser ben examinat També ha participat en el vídeo musical de Deadmau5 i Kaskade. Va jugar Baby Face Nelson a Enemics públics, al costat de Johnny Depp i Christian Bale. Es va posar una perruca de gingebre per retratar a Billy Bremner, capità de l'equip de futbol Leeds Units 1974, en la pel·lícula de 2009 The Damned United.

## Filmografia

### Pel·lícules
- Dancin' Thru the Dark (1990)
- Downtime (1997)
- Snatch. (2000)
- Blow Dry (2001)
- The Last Minute (2001)
- Revengers Tragedy (2002)
- Gangs of New York (2002)
- The I Inside (2003)
- American Cousins (2003)
- Pit Fighter (2005)
- Goal! (2005)
- Scummy Man (2006)
- This Is England (2006)
- The Good Night (2007)
- Filth and Wisdom (2008)
- The Crew (2008)
- Inkheart (2008)
- Awaydays (2009)
- The Damned United (2009)
- Doghouse (2009)
- Public Enemies (2009)
- London Boulevard (2010)
- Season of the Witch (2010)
- Pirates of the Caribbean: On Stranger Tides (2011)
- War Horse (2011)
- Hellboy (2019)

### Televisió
- Band of Brothers (2001)
- Top Buzzer (2004)
- Last Rights (2005)
- Empire (2005)
- The Innocence Project
- The Passion (2008)
- Occupation (2009)
- The Street (2009)
- Boardwalk Empire (2010)
- This Is England '86 (2010)

### Altres
Ell va aparèixer en els vídeos musicals "I Remember" de Deadmau5 i Kaskade, "Fluorescent Adolescent" i "When The Sun Goes Down" dels Arctic Monkeys i "Unlovable" de Babybird, dirigit per Johnny Depp. Graham també ha aparegut a 'Alma Vampir' el vídeo musical de Macclesfield obtinguda banda neo-psychedilic El Virginmarys.